# La Brèche dans l'espace
La Brèche dans l'espace (titre original : The Crack in Space) est un roman de science-fiction de Philip K. Dick et publié en 1966 aux États-Unis puis traduit et publié en français en 1974.

## Résumé
En 2080 la Terre est surpeuplée et une partie de la population est cryogénisée dans l'attente de jours meilleurs.
C'est dans ce contexte qu'une faille dans l'espace-temps est découverte par hasard. Celle-ci mène vers un monde apparemment vierge au premier abord.
Les humains sont emballés par cette nouvelle et lancent aussitôt la colonisation, mais celle-ci se heurte vite à une nouvelle inquiétante : le nouveau monde est déjà peuplé et les colonisateurs ne sont pas les bienvenus.
À force de manipulations politiques et après avoir bien failli déclencher une guerre inter-espèce, les choses finissent par rentrer dans l'ordre et la faille est refermée.

## Réception critique
À l'occasion d'une réédition française dans une version révisée, en 1990, Roland C. Wagner observe qu'une mauvaise traduction avait longtemps masqué l'intérêt de ce texte, dans lequel il voit un "chef-d'œuvre caché" de Dick. Il observe que ce roman utilise la science-fiction pour traiter le thème du racisme, et qu'il s'agit d'un récit "touffu, compliqué, foisonnant", mettant en scène une trentaine de personnages.

## Éditions
- Marabout, collection Marabout Science-Fiction, no 477, 1974, réédition 1976
- Le Livre de poche, collection SF, no 7124, 1990,  (ISBN 2-253-05297-3)
- Dans Dédales sans fin, collection Omnibus, Presses de la Cité, 1993,  (ISBN 2-258-03697-6)
- Dans Romans 1963 - 1964, J'ai lu, collection Nouveaux Millénaires, no 23, 2013,  (ISBN 978-2-290-03408-8)